# Friedrich-Ludwig-Jahn-Erinnerungsturnhalle

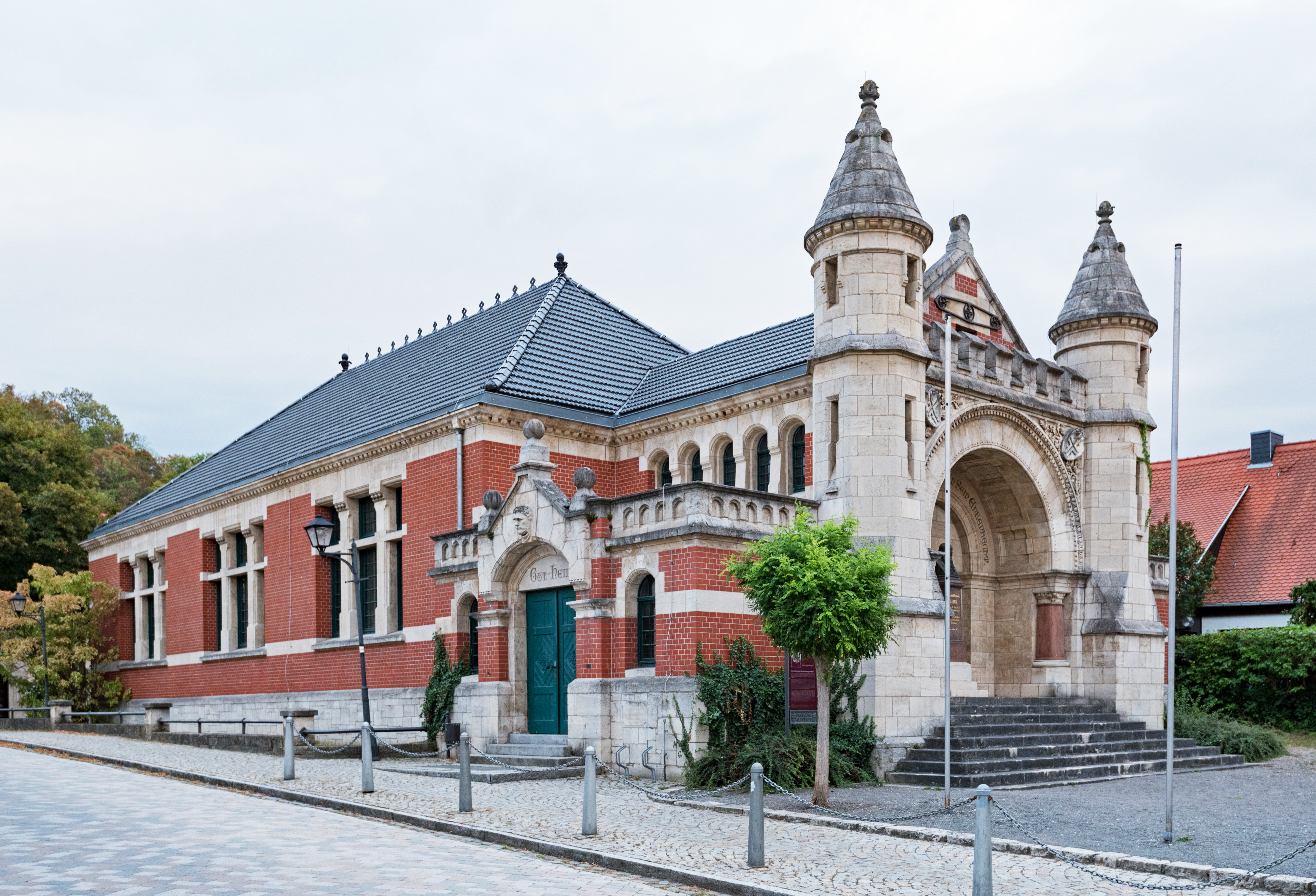
Die Erinnerungsturnhalle von Südwesten

Die Friedrich-Ludwig-Jahn-Erinnerungsturnhalle in Freyburg an der Unstrut ist ein denkmalgeschütztes Bauwerk, das Turnhalle und Gedenkstätte miteinander vereint. Sie wurde 1894 im neoromanischen Stil zum Gedenken an Friedrich Ludwig Jahn (1778–1852), den Begründer der deutschen Turnbewegung, errichtet. Der Entwurf stammt vom Leipziger Architekten Georg Weidenbach, als Standort wurde der ehemalige Friedhof vor dem Obertor gewählt. Im Zuge des Baus wurden die sterblichen Überreste Jahns im März 1894 in eine eigens geschaffene Gruft unter dem Nordwestgiebel der Turnhalle überführt. Die Initiative zum Bau ging von der Deutschen Turnerschaft und privaten Förderern aus. Nach der Fertigstellung wurde die Halle als Geschenk der Deutschen Turnerschaft an die Stadt Freyburg übergeben. Sie gilt als ein bedeutendes bauliches Zeugnis der Turn- und Erinnerungskultur des ausgehenden 19. Jahrhunderts.

## Baugeschichte
Nach seiner Entlassung aus der Haft im Jahr 1825 wurde Jahn aufgrund einer behördlichen Auflage, sich nicht in Universitäts- oder Gymnasialstädten niederzulassen, gezwungen, gemeinsam mit seiner im selben Jahr geehelichten zweiten Frau Emilie in das vergleichsweise unbedeutende Städtchen Freyburg an der Unstrut zu ziehen. Dort lebte er fortan – zunächst noch unter strenger Polizeiaufsicht und mit Unterbrechungen – als Pensionär. Nach dem Tode Jahns im Oktober 1852 wurde dieser auf dem damals stadtnah gelegenen Friedhof vor dem Obertor beigesetzt. Das Grab verfiel allerdings in den nachfolgenden Jahren, ehe sich Turner ab 1858 für dessen Instandsetzung einsetzten. Im Oktober des folgenden Jahres wurde schließlich über dem Grab eine Büste eingeweiht – ein Frühwerk des später berühmten Bildhauers Johannes Schilling, bekannt durch das Nationaldenkmal auf dem Niederwalddenkmal.
Obwohl beim 4. Deutschen Turnfest in Bonn im Jahr 1872 erstmals der Bau einer Ehren-Turnhalle in Freyburg angeregt wurde, blieben die Initiativen zunächst folgenlos. Diverse Versuche: Der Druck von Jahns sogenannter „Schwanenrede“ durch Eduard Arnold ebenso wie eine Broschüre von Hildebrandt-Strehlen, die beide den Zweck hatten, die nötigen Finanzmittel zu akquirieren, brachten kaum Einnahmen.
Erste konkrete Mittel wurden dann 1883 auf dem 8. Deutschen Turntag in Eisenach bewilligt – 1.500 Mark für die Umfassung des Jahn-Grabes mit einem Eisengitter, realisiert zwei Jahre später. Der Durchbruch kam 1888, als der Freyburger Kaufmann Wilhelm Schadewell die Idee einer Turn- und Ruhmeshalle als Grabmal für den „Turnvater“ vorschlug. Die Deutsche Turnerschaft griff den Vorschlag auf, und im Juli 1890 beschloss deren Ausschuss in München den Bau – inklusive eines Ehrenraumes. 1891 bewilligte der Ausschuss in Hannover ein Bau-Darlehen über 15.000 Mark aus der F.-Goetz-Turnstätten-Stiftung. Da der Friedhof vor dem Obertor seit etwa 1860 nicht mehr genutzt wurde, konnte die Stadt Freyburg das Gelände bereitstellen. Am 30. Juni 1893 erteilte der Regierungspräsident in Merseburg die finale Baugenehmigung. Der Entwurf stammte vom Leipziger Architekten Georg Weidenbach, die Ausführung übernahm der örtliche Maurermeister Richter. Die gesamten Baukosten beliefen sich einschließlich der Ausstattung auf rund 30.000 Mark.
Am 6. März 1894 wurden Jahns Gebeine exhumiert, in einen neuen Sarg umgebettet und in einer Gruft unter dem Nordwestgiebel der künftigen Halle bestattet. Darüber wurde das Schillingsche Denkmal vom alten Grab aufgestellt, welches sich in der Nähe der Stadtmauer befunden hatte. Nach kurzer Bauzeit wurde die Halle am 10. Juni 1894 mit 3.000 Turnern feierlich eingeweiht. Am Tag der Einweihung übergab die Deutsche Turnerschaft das Gebäude als Schenkung an die Stadt Freyburg, unter der Bedingung, dass der DT dauerhaft und kostenfrei die Einrichtung und den Betrieb des Jahn-Museums gestattet werde. Der Jahn-Ehrenraum wurde ab Herbst 1894 als erstes Museum zu Ehren Friedrich Ludwig Jahns eingerichtet und am 20. April 1895 feierlich eröffnet. Grundlage der Ausstellung bildeten die bis dahin für das Archiv der Deutschen Turnerschaft zusammengetragenen turnhistorischen Sammlungsstücke. Das eigentliche Archiv der Deutschen Turnerschaft – als Bücherei weitergeführt – verblieb bis 1922 im Goetz-Haus in Leipzig.
Schon bald zeigte sich, dass die bestehende Erinnerungsturnhalle den wachsenden Ansprüchen an eine nationale Gedenkstätte nicht mehr genügte. Die Deutsche Turnerschaft beschloss daher den Bau einer weiteren Gedenkhalle. 1903 wurde in unmittelbarer Nähe zur Turnhalle die Jahn-Ehrenhalle eröffnet. Sie war dabei bewusst auch als Ort nationaler Selbstvergewisserung konzipiert. Ausdruck davon sind unter anderem die reich gestalteten Glasmalereien mit den Wappen jener Städte, in denen Deutsche Turnfeste stattgefunden hatten – ein symbolischer Verweis auf die Einheit der Nation durch die Turnbewegung.  Zu den Olympischen Spielen in Berlin wurden die Gebeine Jahns 1936 aus der „Erinnerungsturnhalle“ in die Gruft auf dem Grundstück des Jahnhauses umgebettet.
Die Friedrich-Ludwig-Jahn-Erinnerungsturnhalle wird bis heute aktiv genutzt – sowohl im Schul- als auch im Vereinssport  – und steht als bedeutendes kulturhistorisches Zeugnis unter Denkmalschutz. In den 1990er Jahren erfolgte eine Sanierung des Bauwerks, sowie der Einbau eines unterirdischen Sanitärtraktes.

## Beschreibung
Die Erinnerungshalle ist als sogenannte Normalturnhalle mit den Innenmaßen 23 m × 12 m × 6,14 m ausgeführt. Sie wurde im neoromanischen Stil errichtet. Der auf das Stadtwappen anspielende markante Nordwestgiebel zeigt zwei Türmchen, Zinnen und eine tief eingelassene Nische über der Gruft. Die Nische trägt die Inschrift: „Die Nachwelt setzt Jeden in sein Ehrenrecht“, ausgeführt vom Leipziger Maler Schulze. Unterhalb befand sich ehemals das vergoldete Reichswappen. Acht Sandsteinstufen führen zur Nische hinauf. Die in der Nische befindliche Bronzebüste ist, wie oben bereits dargelegt, jene, die Johannes Schilling für das ursprüngliche Grab des „Turnvaters“ geschaffen hatte. Die Erinnerungsturnhalle wurde als Ziegelfugenbau mit Gliederungen aus Freyburger Kalkstein errichtet und mit glasierten Ludwigshafener Falzziegeln gedeckt. Im Inneren erhielt die Halle eine einfache Holzdecke, eine ebenso schlichte Wandvertäfelung sowie einen Fußboden aus Yellow-Pine, der in Asphalt verlegt wurde. Die Ausstattung der Halle umfasste eine reichhaltige, zugleich schmucke und zweckmäßige turnerische Einrichtung, die von der Firma Dietrich & Hannak aus Chemnitz geliefert wurde. Der nordöstlich anschließende Raum wurde als Jahn-Museum konzipiert. Er misst 5,72 Meter in der Höhe und wird durch Oberlichtfenster natürlich belichtet. Die Turnhalle wurde ursprünglich mit Petroleum-Millionlampen beleuchtet und über zwei große Regulieröfen beheizt. Das Turngeräte-Inventar stammte ebenfalls von der Firma Dietrich & Hannak in Chemnitz.

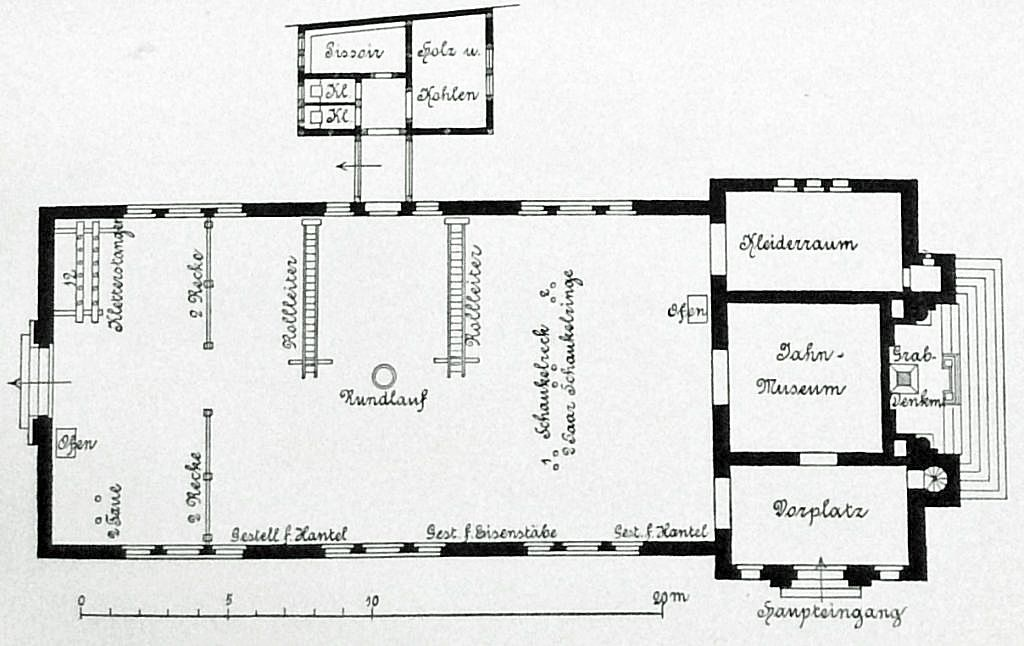
Grundriss zur Erbauungszeit
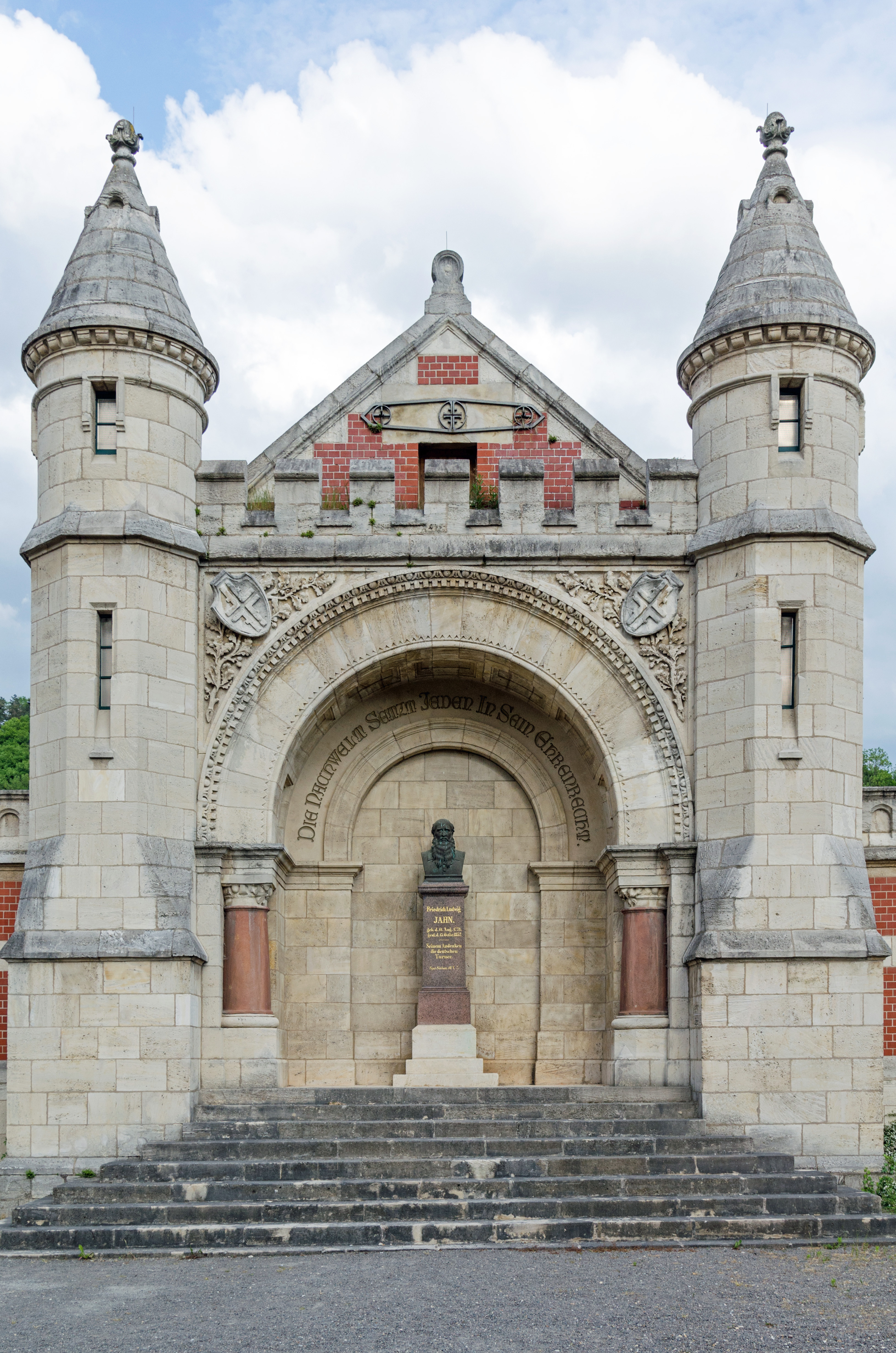
Die Giebelseite
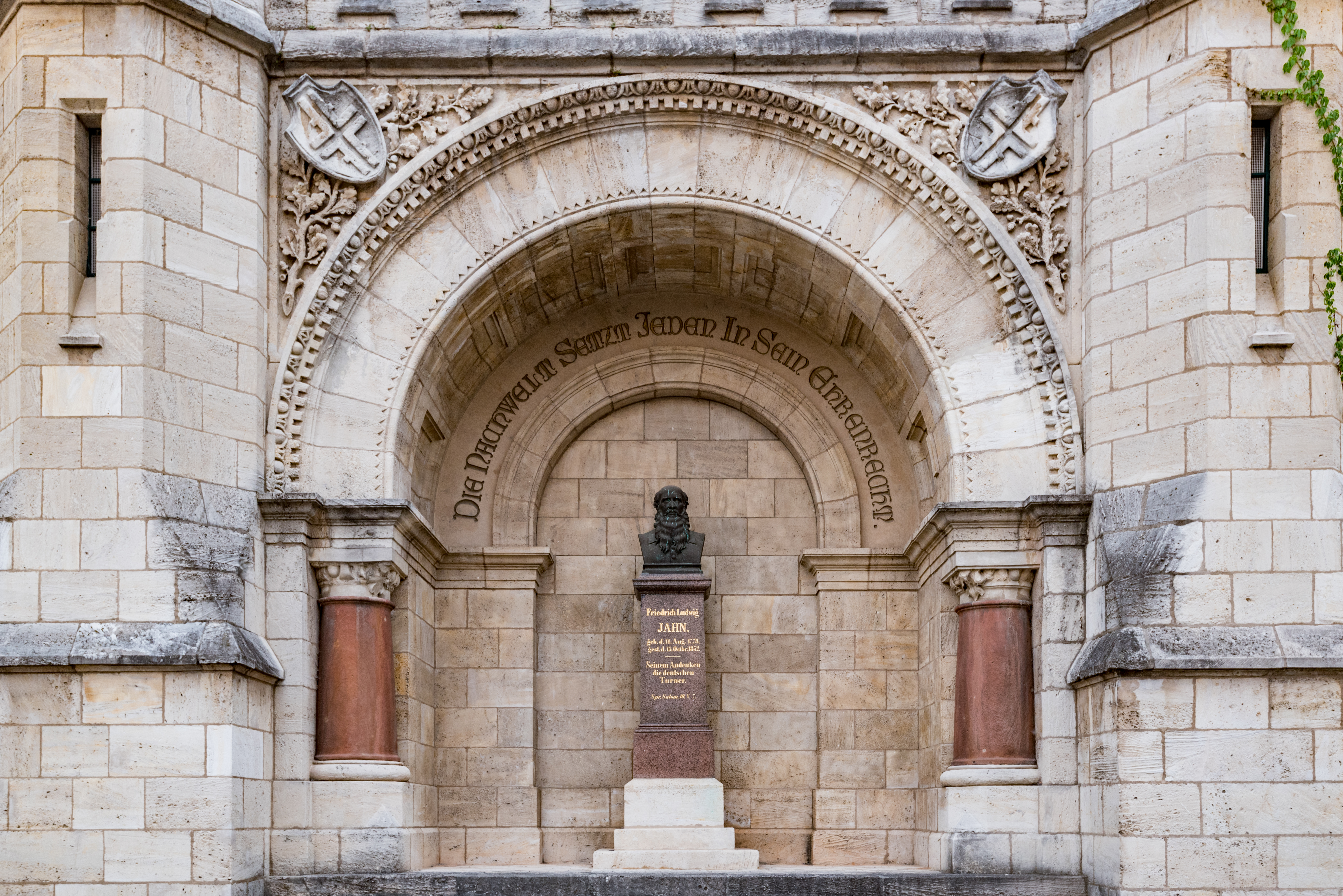
Details der Giebelseite
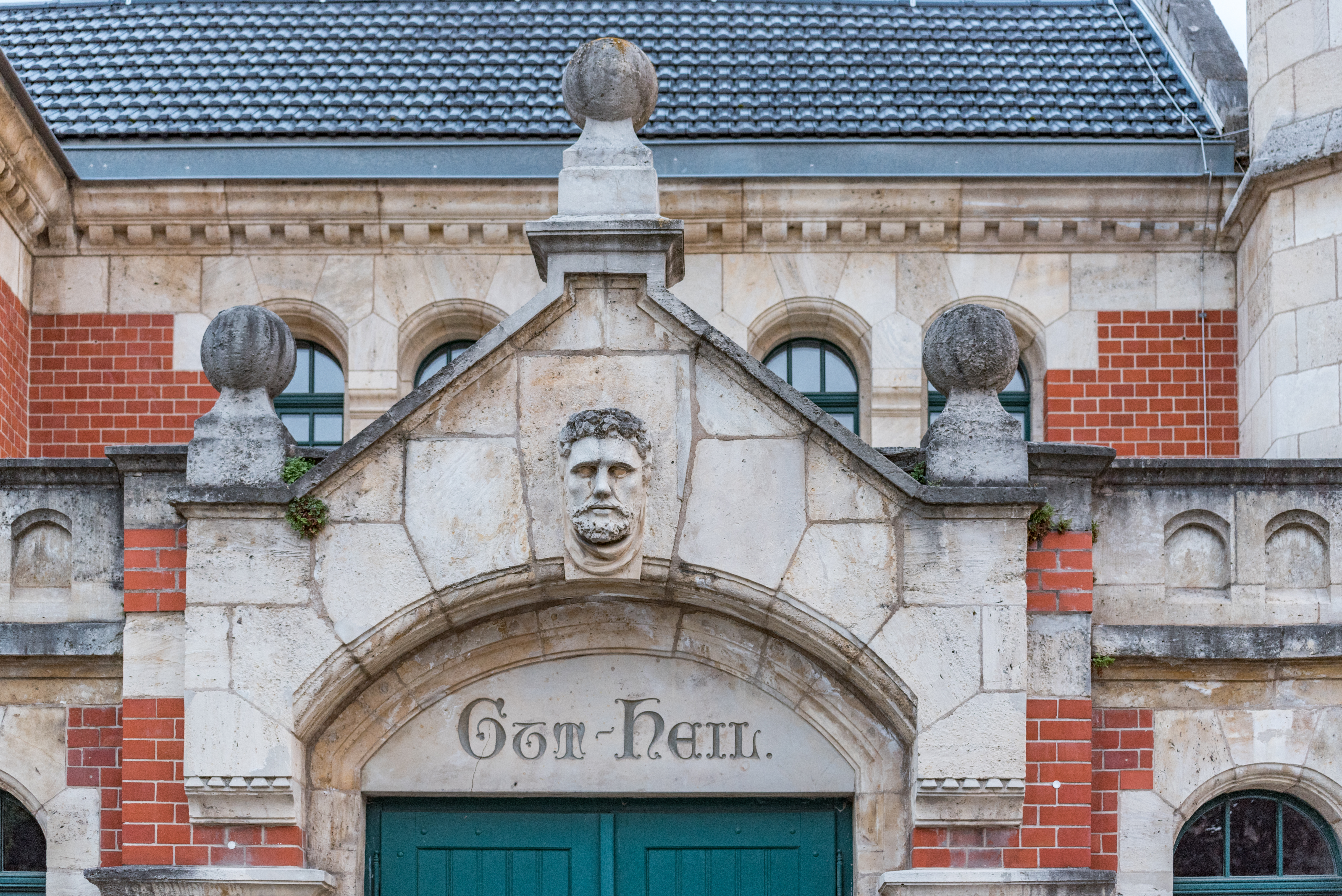
Giebel des Haupteingangs
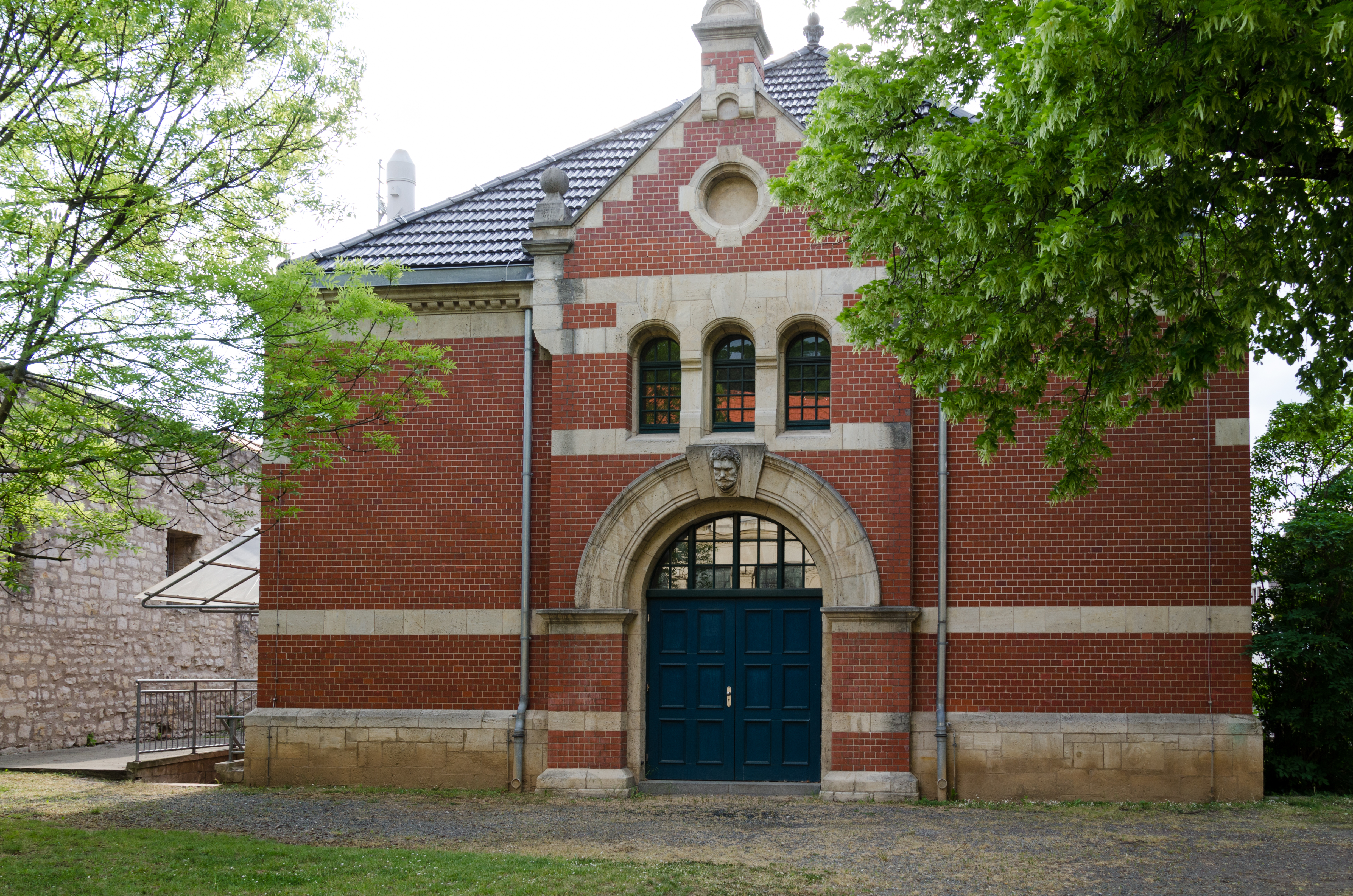
Östlicher Eingang